# اصطخری
ابواسحاق ابراهیم بن محمد فارسی اصطخری مشهور به کرخی (تاریخ مرگ: ۳۴۰ ه‍.ق/۹۵۱م یا ۳۴۶ ه‍.ق/۹۵۷م) جغرافیدان و نقشه‌نگار برجستهٔ ایرانی در سدهٔ ۴ ه‍.ق/ ۱۰م است. نام او برگرفته از شهر باستانی استخر در استان فارس ایران است.

## زندگی
او هم‌دورهٔ ابن حوقل بوده است. آن‌ها در هند با یکدیگر دیدار کردند و نه تنها کتاب‌هایشان هم‌نام است، بلکه در بسیاری از موارد از اصطلاحات یکسانی استفاده کرده‌اند. وی از هند تا اقیانوس اطلس را گشته است. فعالیت وی بیشتر در ترسیم نقشه بوده است.

## آثار

### صور الاقالیم
یکی ار آثار مهم وی کتاب صور الاقالیم است که در آن در مورد جغرافیای عربستان، شمال آفریقا، خلیج فارس، اندلس، مصر، شام، بیت‌المقدس، خوزستان، فارس، کرمان، سند، آذربایجان، ارمنستان، طبرستان، دیلم، دریای خزر، خراسان، سیستان، ماوراءالنهر با رسم نوزده نقشه بحث نموده است. این کتاب در سال ۱۸۳۹ در آلمان به چاپ رسید.

### مسالک و ممالک

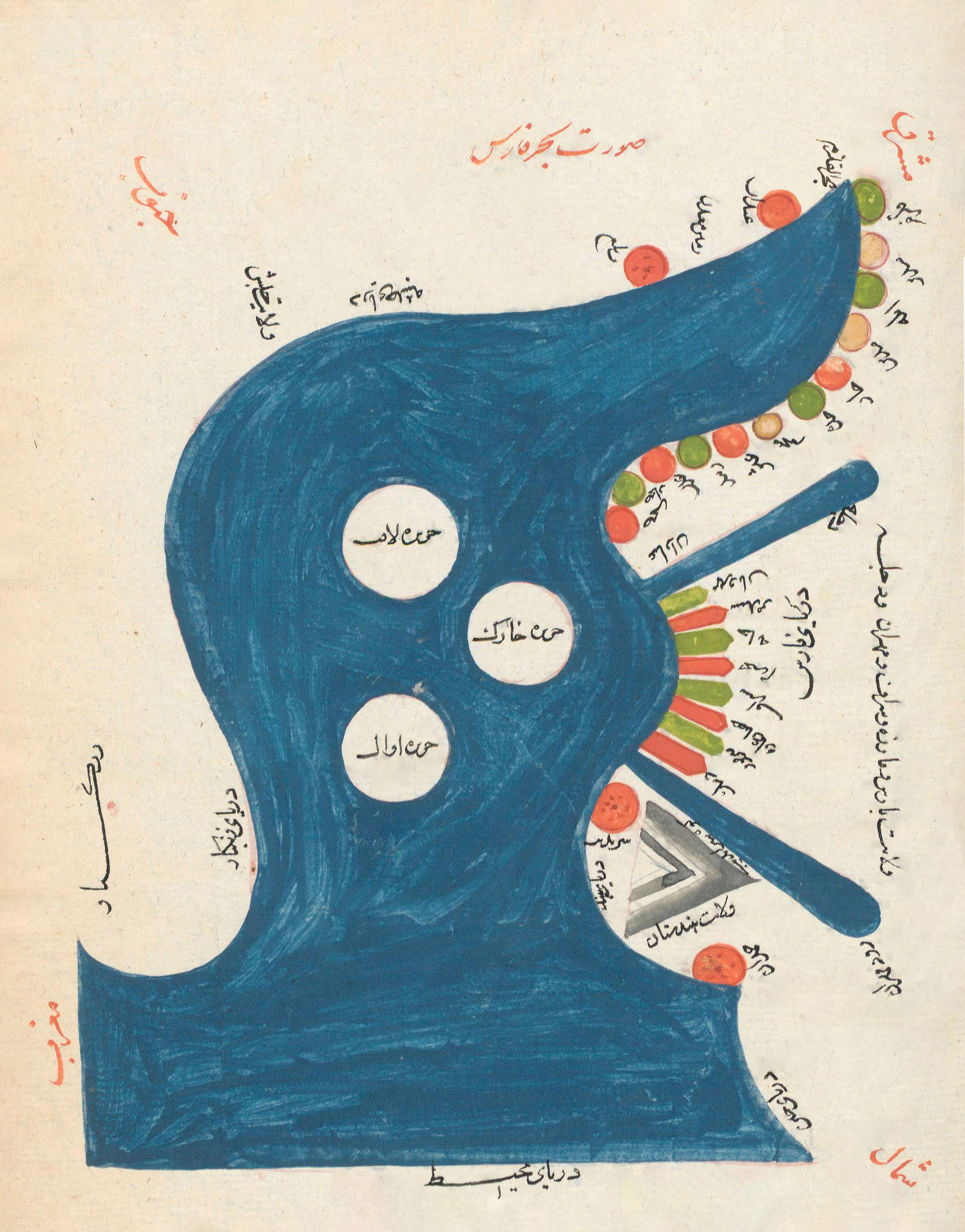
«صورت بحر فارس» ، نقشه‌ای از کتاب مسالک الممالک

مسالک و ممالک به معنای «راه‌ها و ایالت‌ها» کتابی زمینهٔ جغرافیا و شبیه کتاب الاقالیم است. اما اختلافاتی با آن دارد. این کتاب دویست سال پس از نوشته شدنش توسط استخری، ترجمه شد. نسخه‌های خطی دیگری از کتاب مسالک و ممالک و همچنین صورالاقالیم استخری در کتابخانه‌های بزرگ جهان موجود است. از جمله نسخه خطی کتابخانه ملی وین به متن فارسی منسوب به خواجه نصیرالدین طوسی و نسخه کتابخانهٔ موزه ملی ایران مورخ ۷۲۶ هجری به خط ابن ساوجی.
مسالک و ممالک نیز از نفیس‌ترین نُسخ خطی اثر استخری در زمینه تاریخی و جغرافیایی است که در قرن ۴ ه‍.ق / ۱۰ م نوشته شده است. این نسخهٔ خطی در ۲ دی ۱۳۸۷ به شمارهٔ ۱۰۰۵ در فهرست کمیته ملی حافظه جهانی یونسکو به ثبت رسید و اکنون در موزه دوران اسلامیِ موزه ملی ایران نگهداری می‌شود.